# Joseph Damian Schmitt

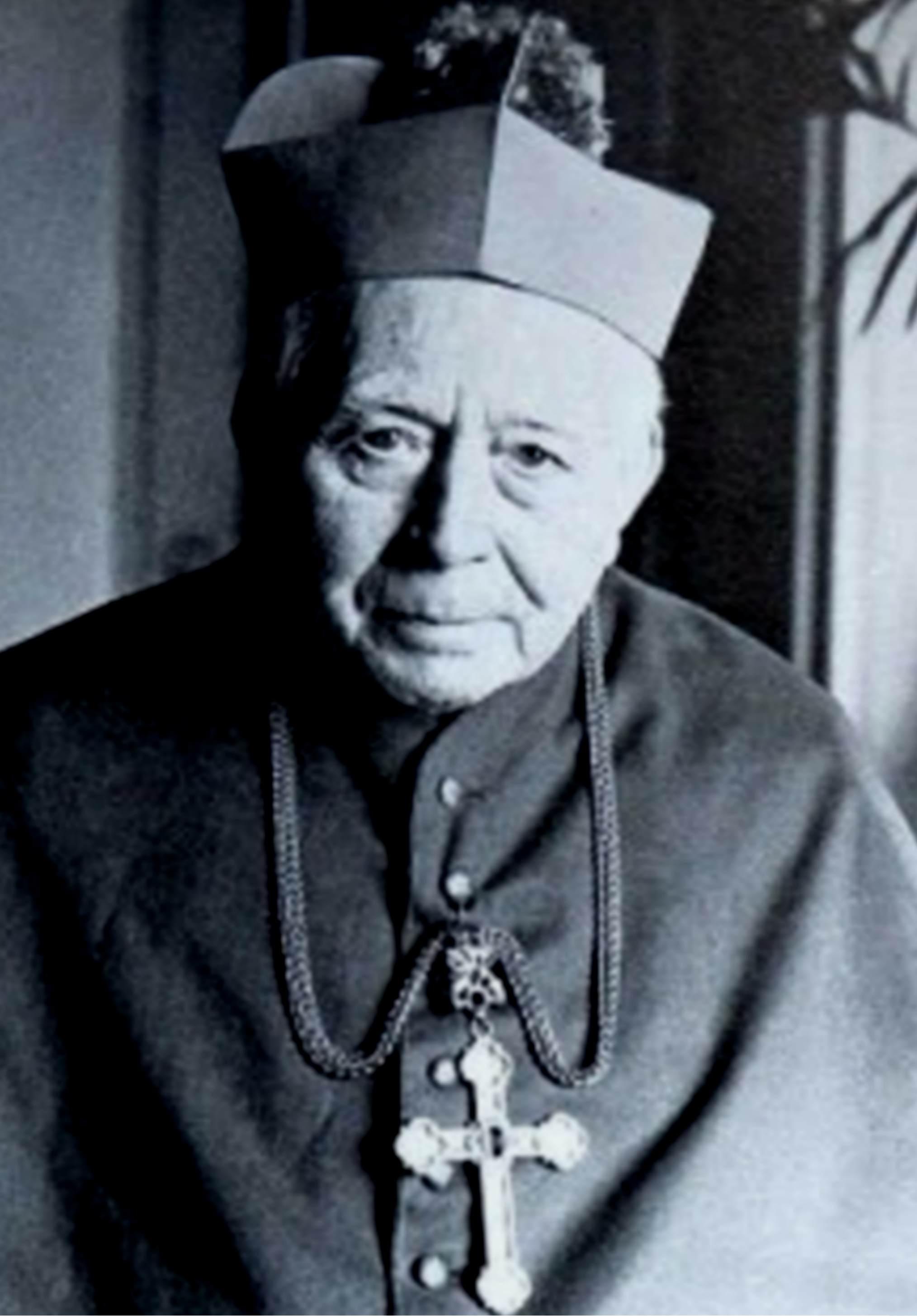
Bischof Joseph Damian Schmitt, 1938

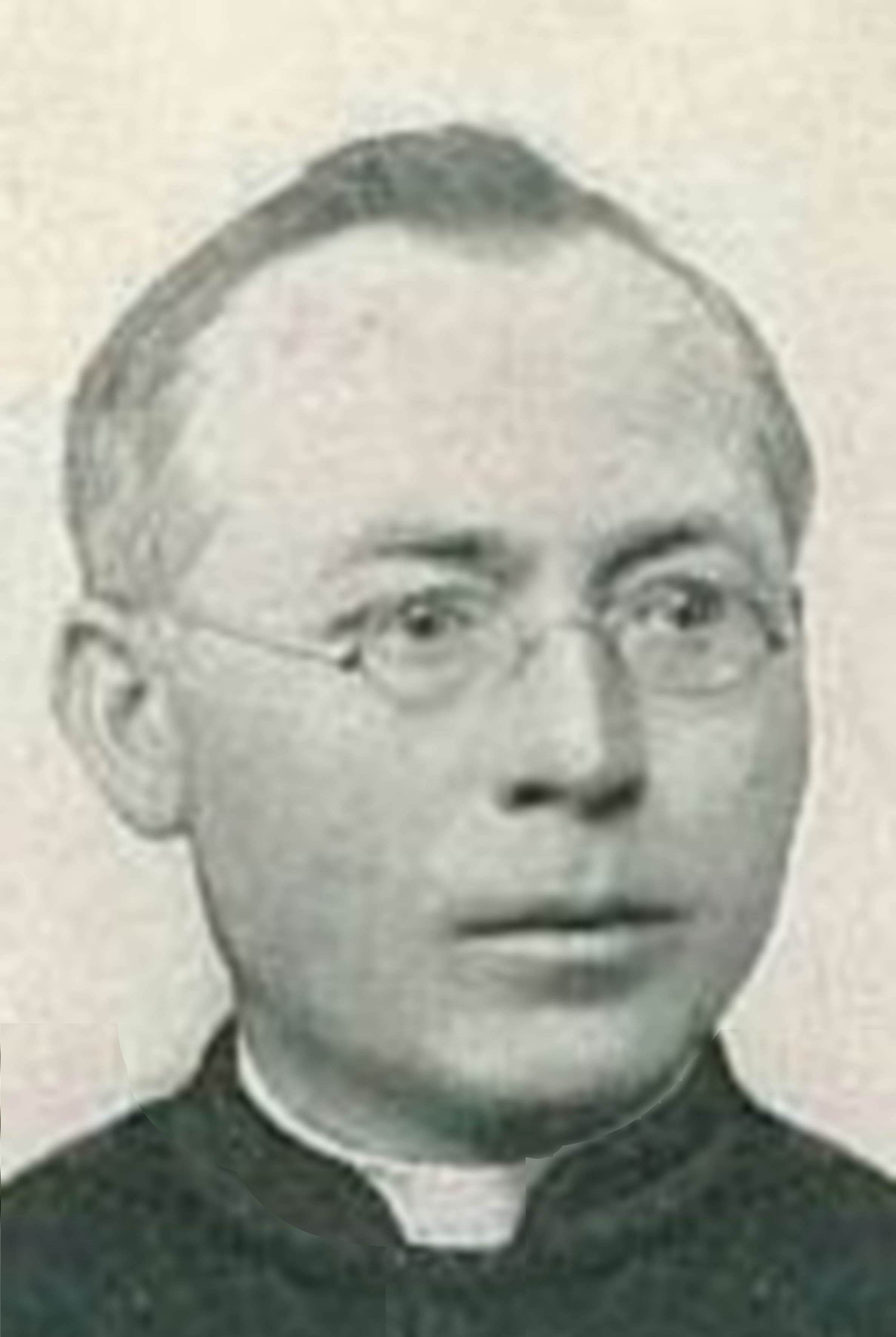
Joseph Damian Schmitt, 1907

Joseph Damian Schmitt (* 22. April 1858 in Marbach bei Fulda; † 10. April 1939 in Fulda) war von 1907 bis 1939 Bischof von Fulda.

## Leben
Nach dem Abitur in Fulda 1876 studierte er Theologie und Philosophie in Würzburg und am Pontificium Collegium Germanicum et Hungaricum de Urbe in Rom und schloss das Studium 1882 mit der Promotion ab. Am 28. Oktober 1882 wurde er zum Priester geweiht. Zunächst wurde er Kaplan in Belgien und war dann von 1887 bis 1889 Stadtkaplan in Fulda. Im Herbst 1889 berief ihn Bischof Joseph Weyland als Professor für Philosophie an das Fuldaer Priesterseminar.   Dort wurde er 1895 zunächst Subregens und im selben Jahr Regens des Priesterseminars. Von 1898 bis 1907 war er Professor für Philosophie und Theologie an der theologischen Fakultät Fulda, er dozierte neutestamentliche Exegese, Liturgik, Homiletik und Katechetik. 1899 wurde er in das Fuldaer Domkapitel berufen.
Er wurde am 29. Dezember 1906 zum Bischof von Fulda gewählt und am 23. Februar 1907 von Papst Pius X. bestätigt. Am 19. März 1907 empfing er von Dominikus Willi, dem Bischof von Limburg, die Bischofsweihe. Mitkonsekratoren waren Paul Wilhelm Keppler, Bischof von Rottenburg, und Georg Heinrich Maria Kirstein, Bischof von Mainz.
Papst Pius XI. ernannte ihn 1928 zum Päpstlichen Thronassistenten.

## Bischofswappen

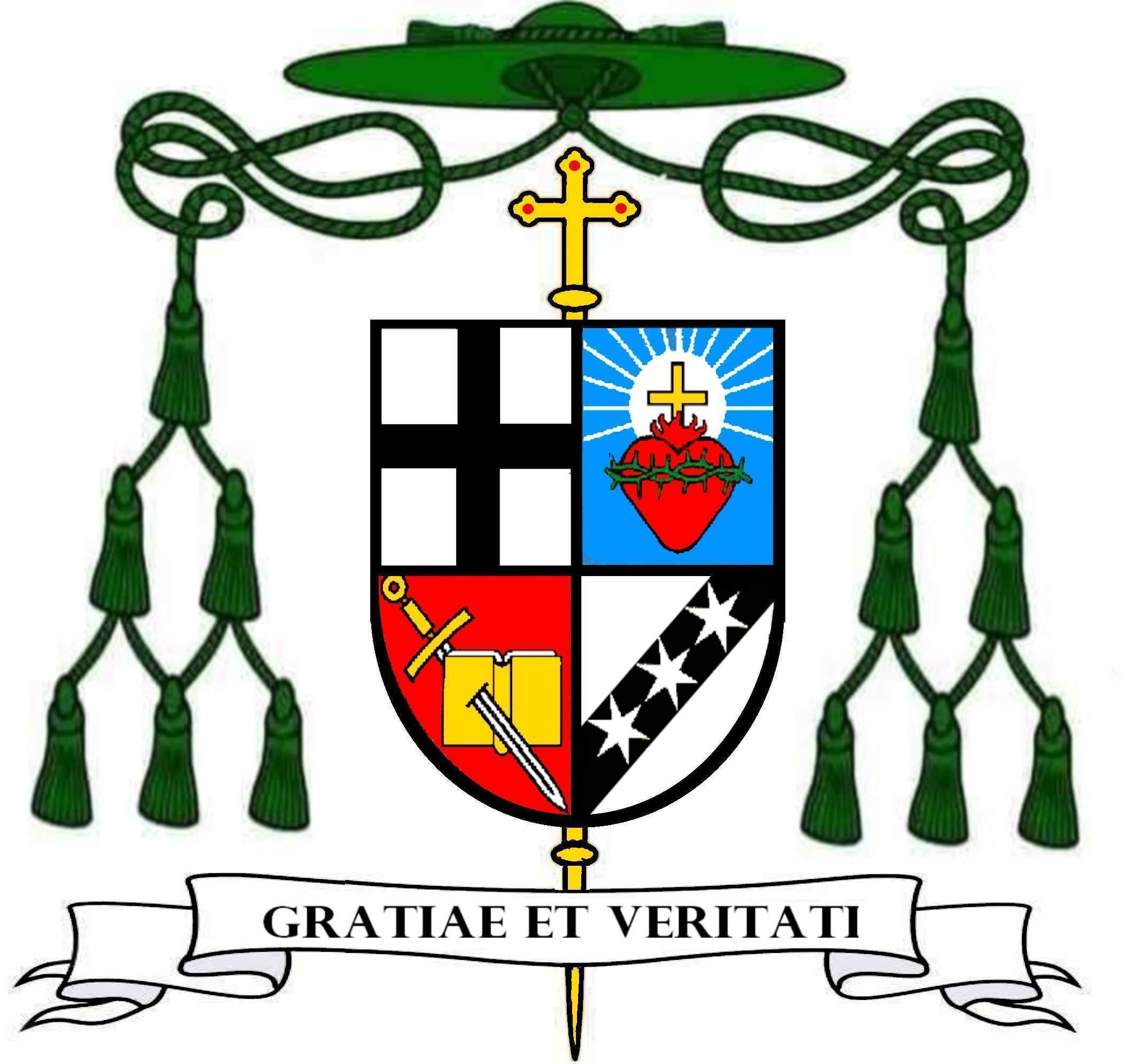
Wappen des Bischofs von Fulda 1906–1939

Der Wappenschild geviert zeigt in Feld 1 in Silber/Weiß ein schwarzes Balkenkreuz, das Wappen des Bistums Fulda (Fürstabtei Fulda). In Feld 2 in Blau ein rotes Herz mit goldenem Kreuz in silbernem Strahlenkranz mit roten Flammen, das Herz belegt mit einem grünen Dornenkranz (dornengekröntes Herz Jesu). In Feld 3 in Rot den goldenen Rücken eines aufgeschlagenen Buches, das von schräglinks mit einem Schwert durchbohrt wird, das Schwert silbern mit goldenem Griff. In Feld 4 in Silber/Weiß ein schwarzer Schrägbalken mit drei sechsstrahligen silbernen Sternen belegt.
Hinter dem Schild stehend das Bischofskreuz, darüber der grüne Galero (Bischofshut) mit den jeweils sechs herunterhängenden grünen Quasten (fiocchi).
Sein Wahlspruch Gratiae et veritati (Der Gnade und Wahrheit)  aus dem Johannesevangelium (Joh 1,14 ).

## Ehrungen
- 1932 Ehrenbürger der Stadt Fulda
- In Petersberg ist die Joseph-Damian-Schmitt-Straße nach ihm benannt.